# Цегельня
Цегельня — деревня в Руднянском районе Смоленской области России. Входит в состав Любавического сельского поселения.
Население — 2 жителя (2007 год).
Самый западный населённый пункт области. Деревня расположена в 21 км к юго-западу от Рудни, в 15 км севернее автодороги М1 «Беларусь», на берегу реки Добрыня. В 21 км юго-восточнее деревни расположена железнодорожная станция Красное на линии Москва — Минск.

## История
До 1917 года на территории будущей деревни Цегельня находились хутора — литовцы, латвийцы и эстонцы, со времен Великого княжества Литовского, покупали земли и обустраивали хозяйство. Жили в основном прибалтийцы (хутор Шенкунас, хутор Вайкшнорас, хутор Туменас, хутор Айдукас и т. д.) и немного русских.
После революции 1917 года людей заставили объединиться в колхоз и деревни. Так возникли деревни Патево, Цегельня, и другие.
Однако в результате сталинских репрессий, советско-финской и Великой Отечественной войны и последующих реформ деревни обезлюдели, прибалты уехали, молодежь отучившись не захотела возвращаться, а оставшиеся в живых стали уезжать из деревни.
В годы Великой Отечественной войны деревня была оккупирована гитлеровскими войсками в июле 1941 года,
освобождена в октябре 1943 года.
До 1960 года в деревне Цегельня была школа, магазин.
В настоящий момент земля бывшей деревни Цегельня находится в собственности фермера Калынюка Ивана Николаевича, который отрыл большой водоем и ведет хозяйство по типу фермерского.